# Sternotomis
Sternotomis es un género de escarabajos longicornios de la subfamilia Lamiinae.

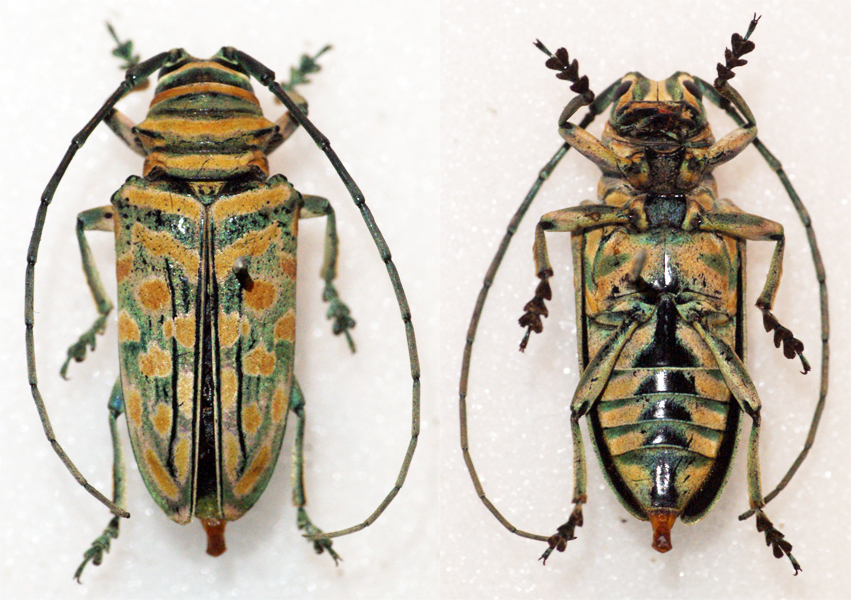
Sternotomis bohemani
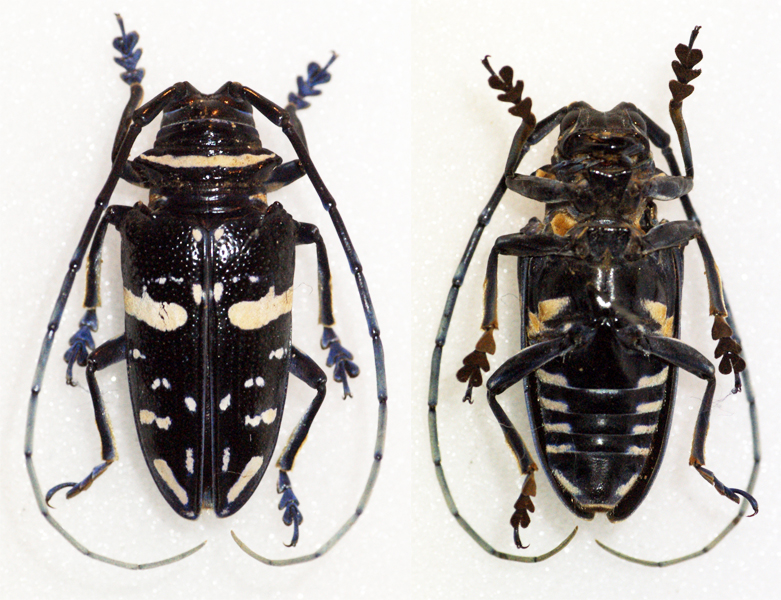
Sternotomis caillaudi
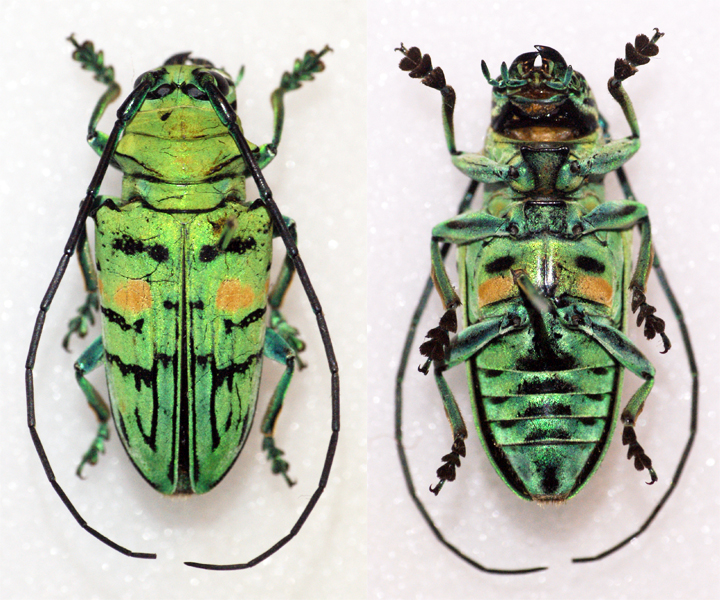
Sternotomis callais
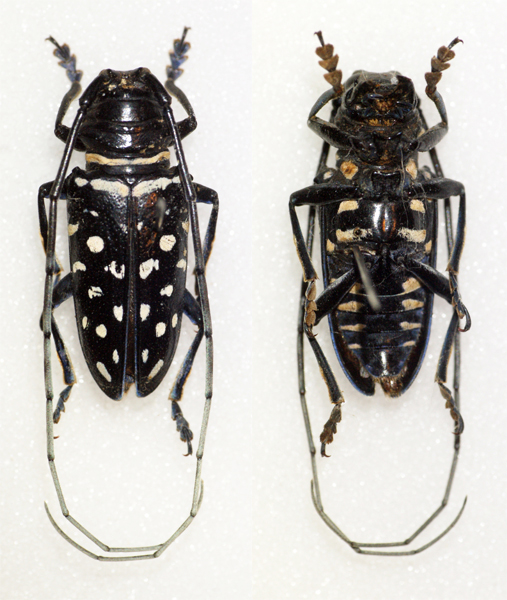
Sternotomis carbonaria
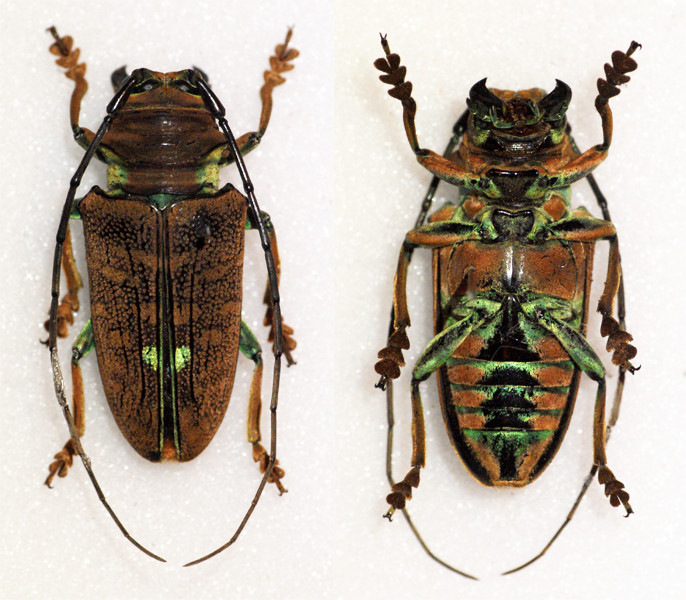
Sternotomis chrysopras
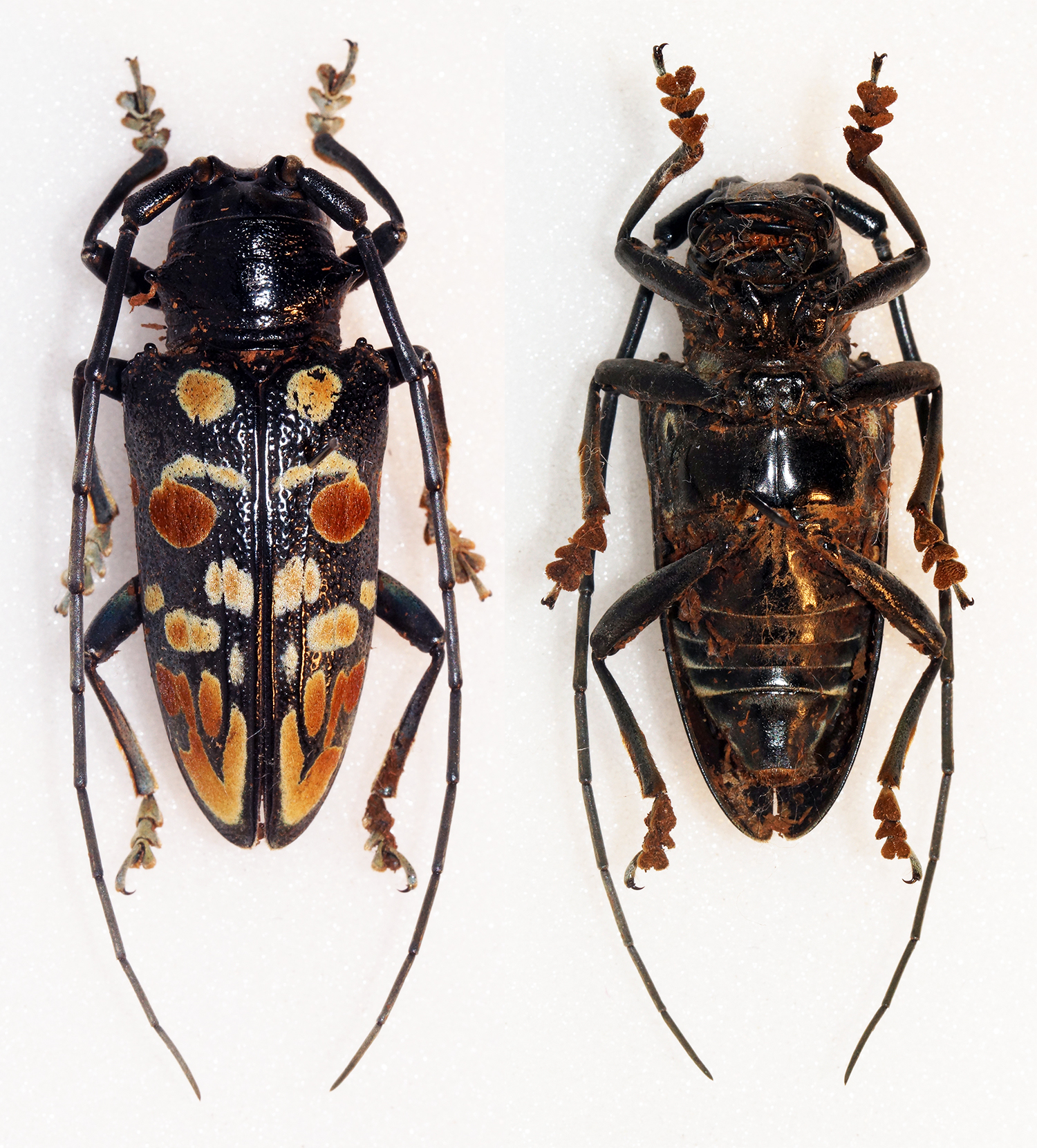
Sternotomis cornutor
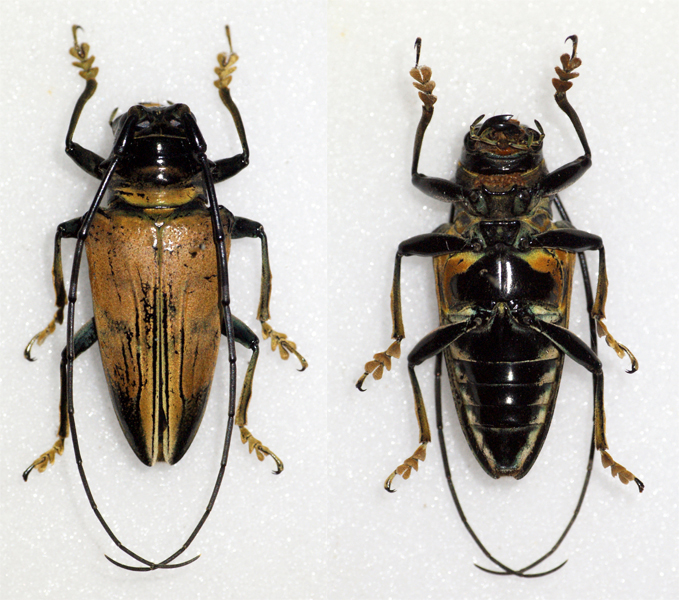
Sternotomis ducalis
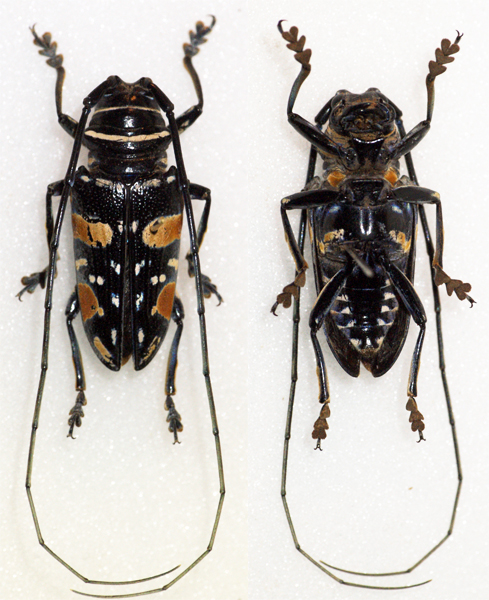
Sternotomis fairmairei
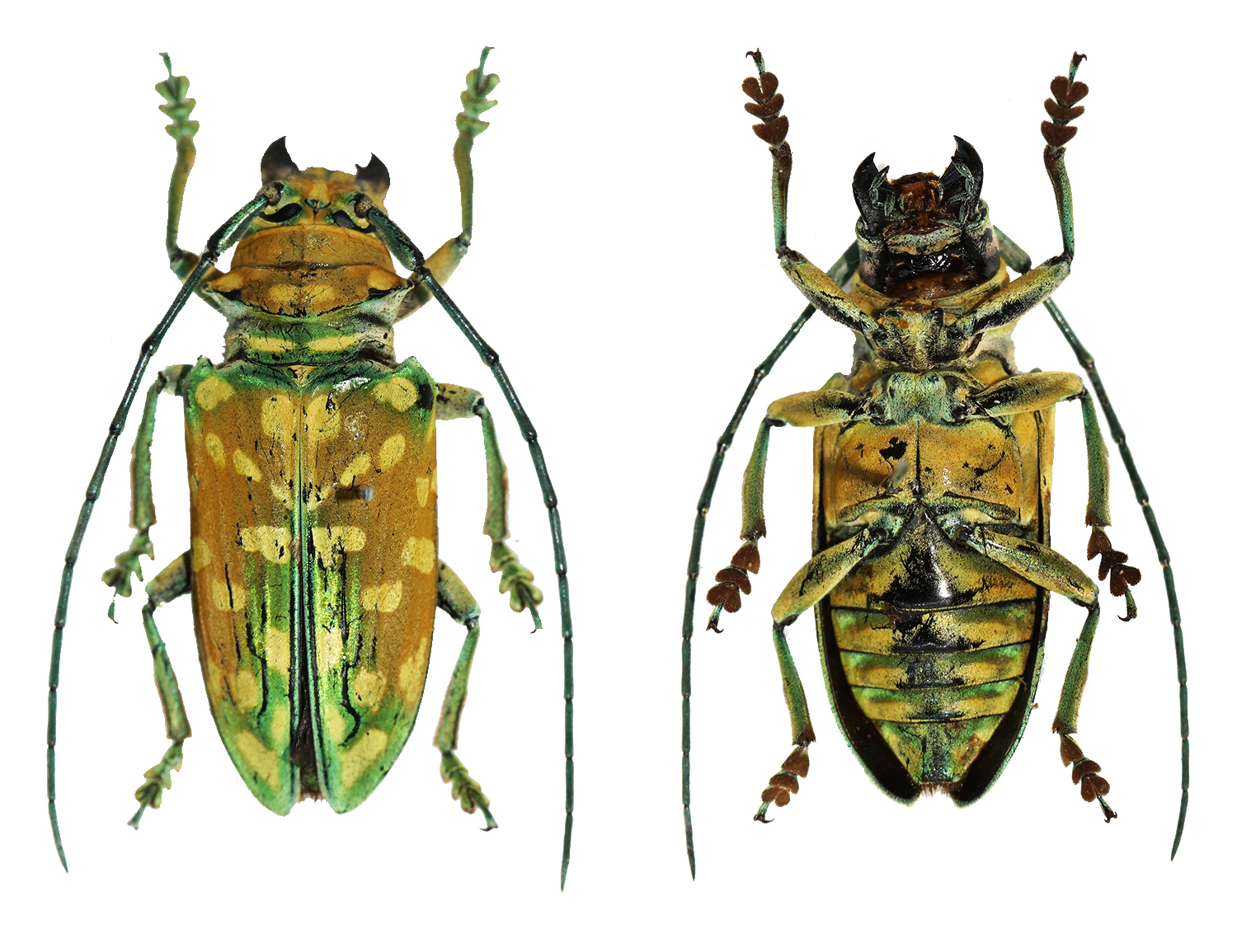
Sternotomis flavomaculata
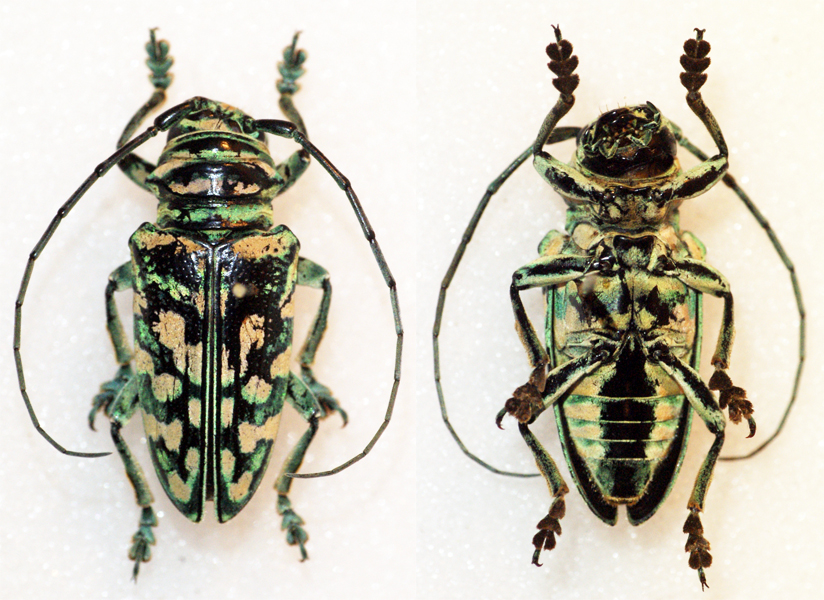
Sternotomis kuntzeni
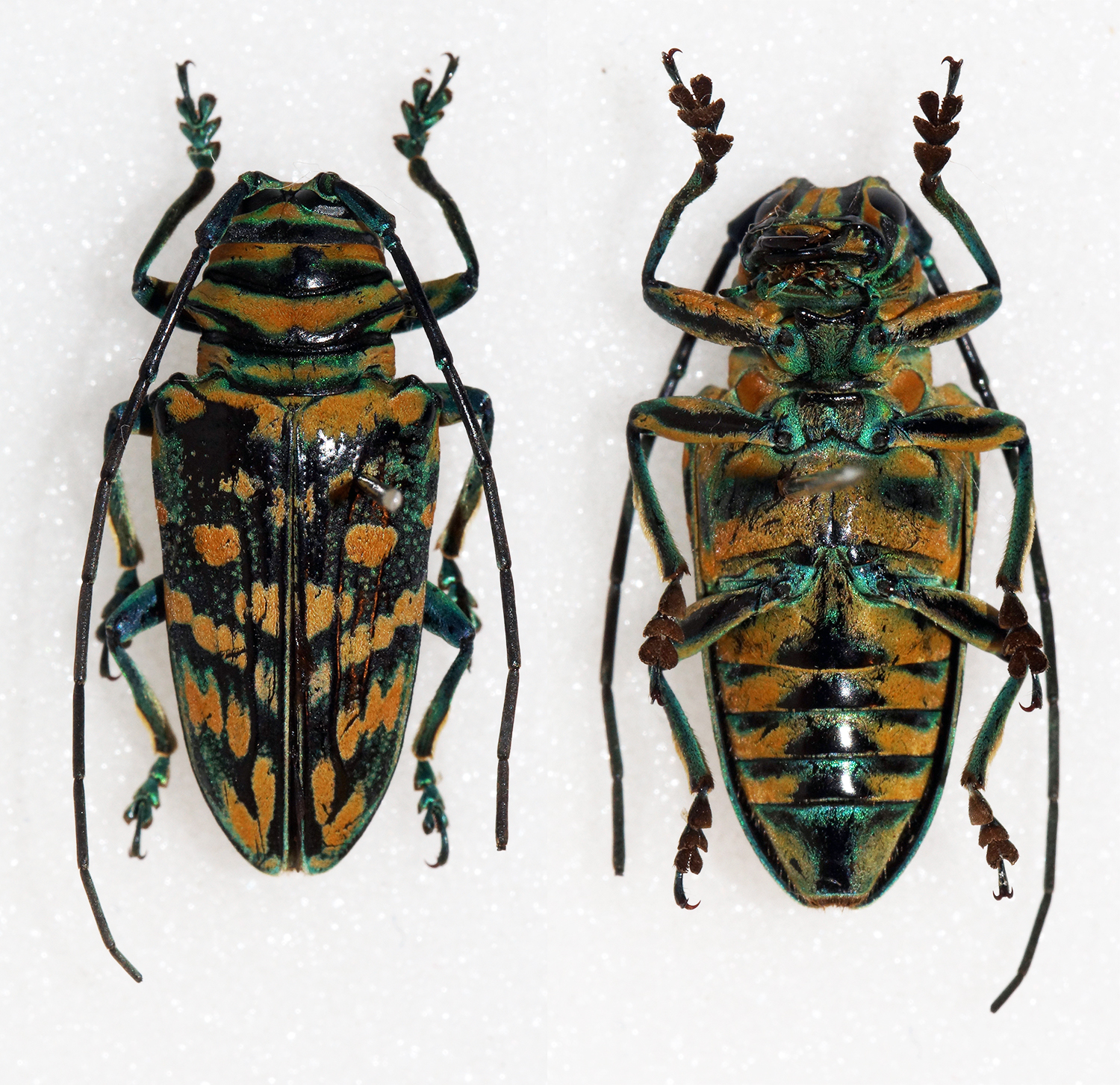
Sternotomis mathildae
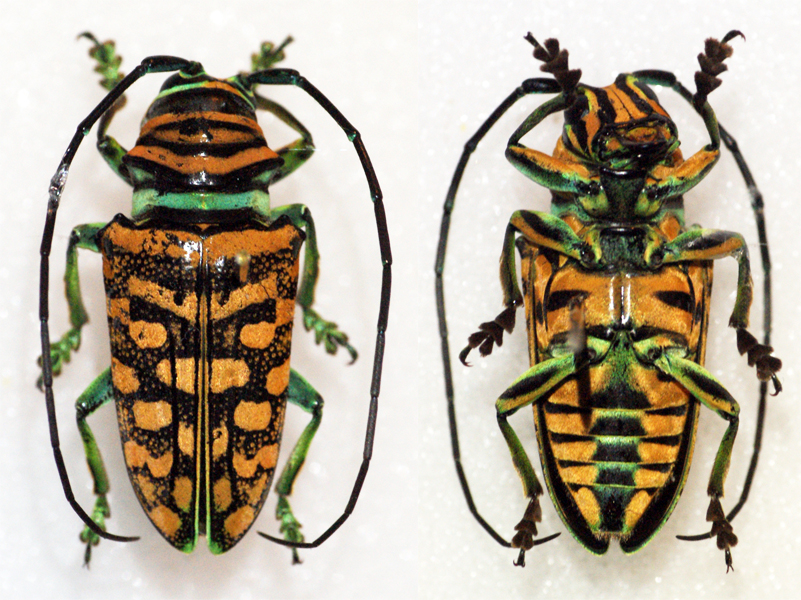
Sternotomis mirabilis
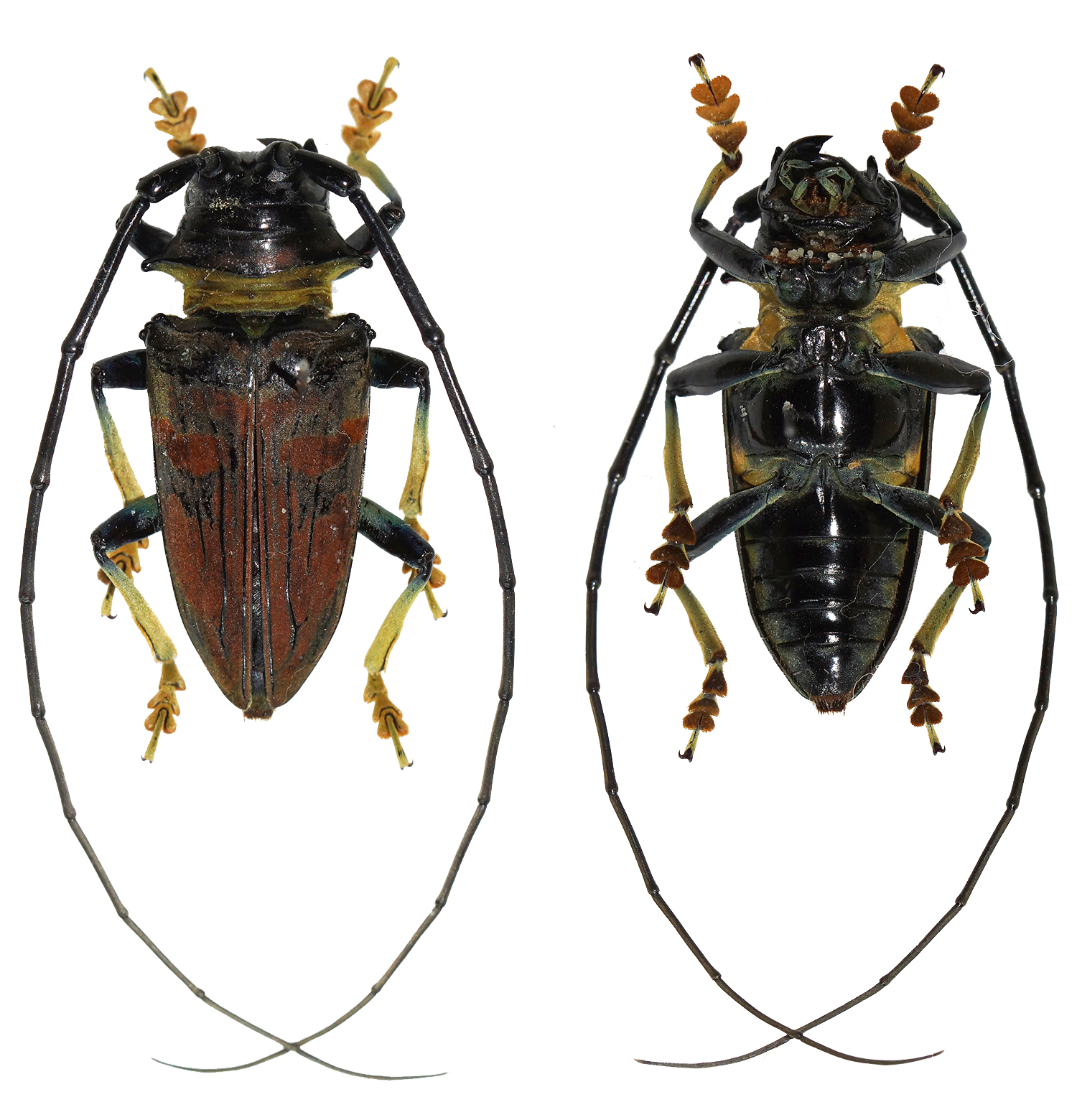
Sternotomis rufozonata
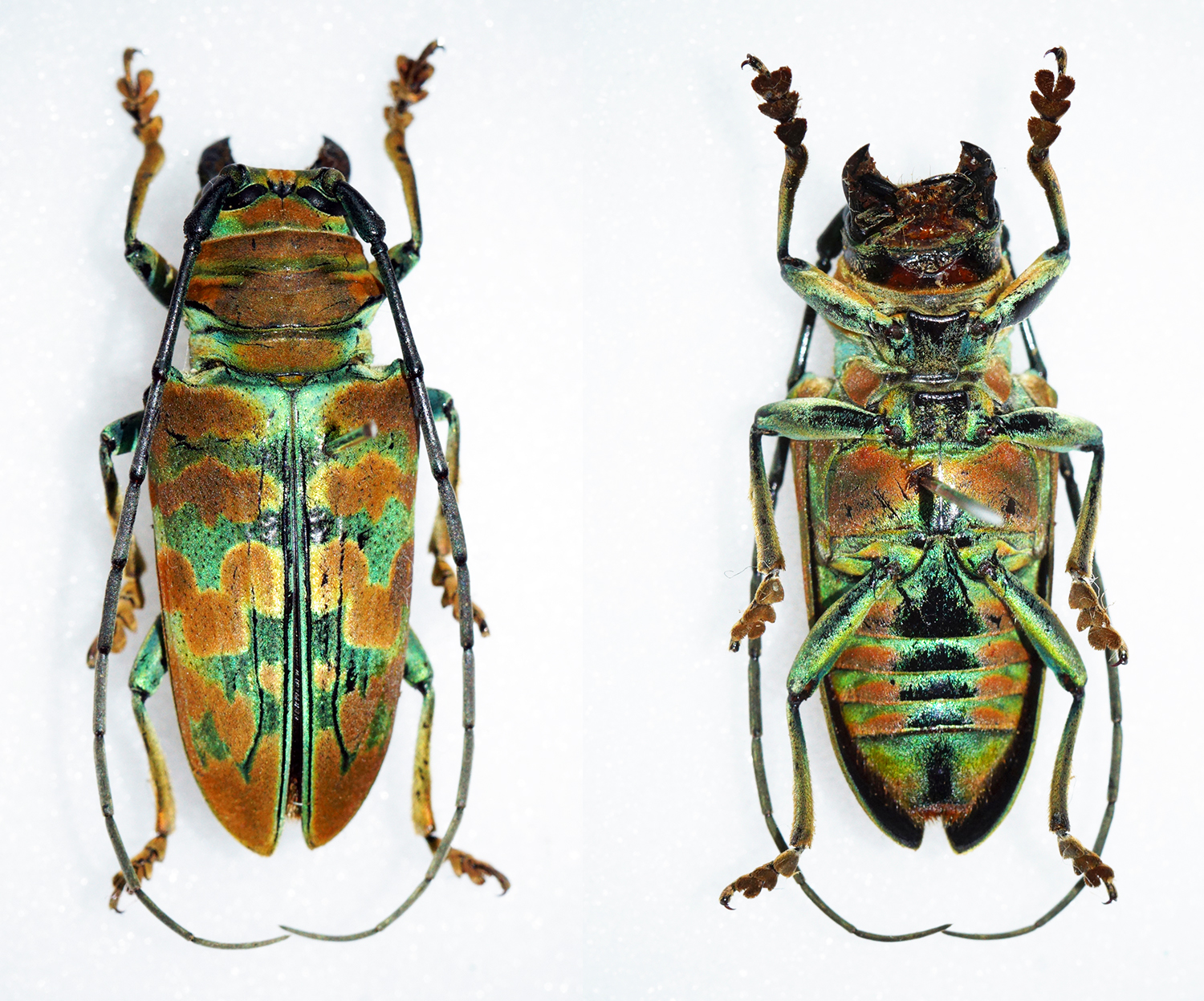
Sternotomis lemoulti
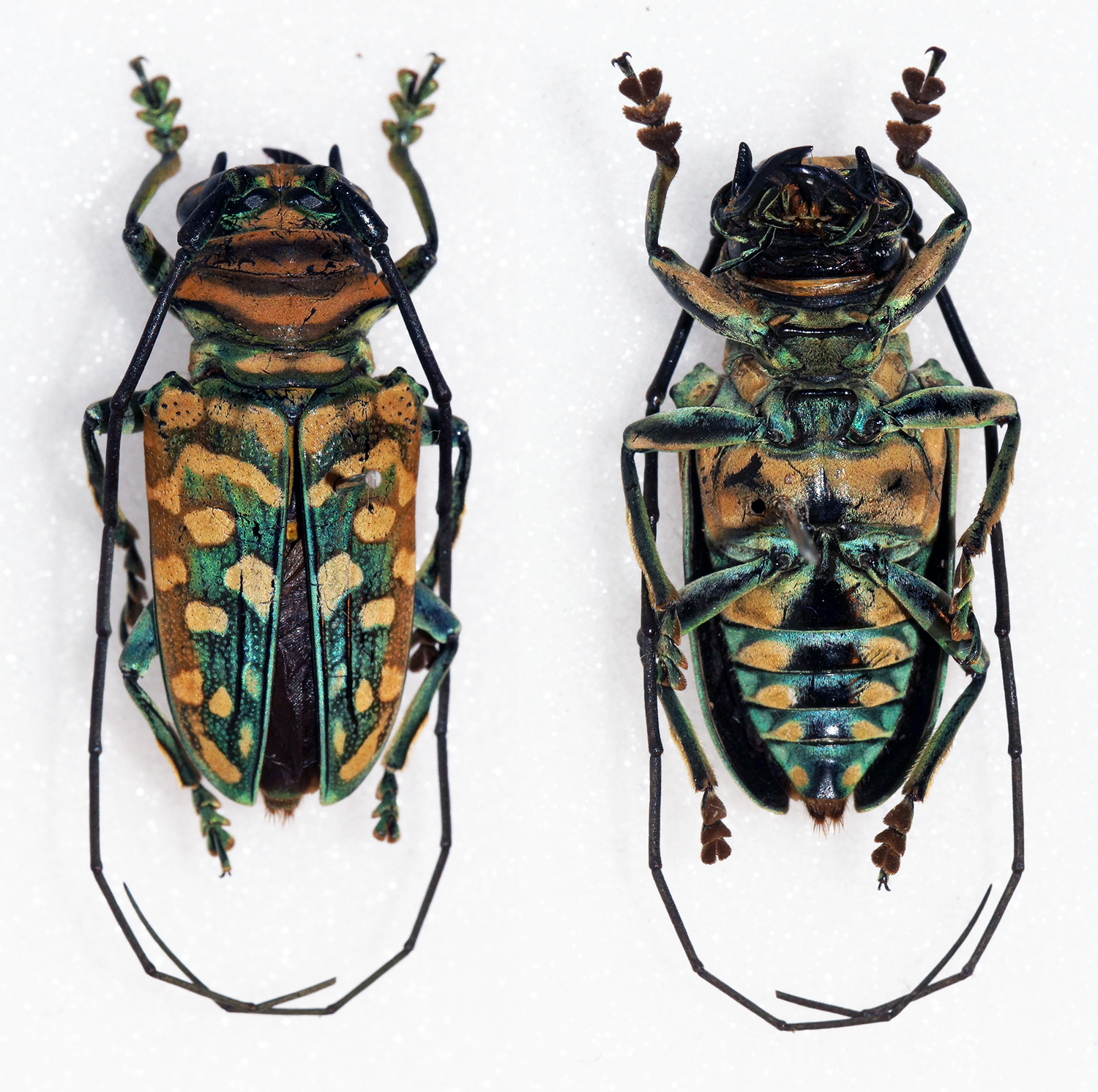
Sternotomis strandi

## Especies
- Sternotomis albomaculata (Breuning, 1938)
- Sternotomis alternans Breuning, 1959
- Sternotomis amabilis (Hope, 1843)
- Sternotomis andrewesi Breuning, 1935
- Sternotomis bohemani Chevrolat, 1844
- Sternotomis burgeoni Breuning, 1935
- Sternotomis caillaudi Chevrolat, 1844
- Sternotomis callais Fairmaire, 1891
- Sternotomis carbonaria Aurivillius, 1904
- Sternotomis centralis Hintz, 1911
- Sternotomis chrysopras (Schönherr, 1817)
- Sternotomis cornutor (Fabricius, 1775)
- Sternotomis ducalis (Klug, 1835)
- Sternotomis fairmairei Argod, 1899
- Sternotomis flavomaculata Hintz, 1919
- Sternotomis gama Coquerel, 1861
- Sternotomis itzingeri Breuning, 1935
- Sternotomis jeanneli Breuning, 1935
- Sternotomis kuntzeni Fiedler, 1939
- Sternotomis lemoulti Breuning, 1935
- Sternotomis lequeuxi Allard, 1993
- Sternotomis mathildae Allard, 1993
- Sternotomis mimica Breuning, 1935
- Sternotomis mirabilis (Drury, 1773)
- Sternotomis pulchra (Drury, 1773)
- Sternotomis rousseti Allard, 1993
- Sternotomis rufozonata Fairmaire, 1902
- Sternotomis runsoriensis Gahan, 1909
- Sternotomis schoutedeni Breuning, 1935
- Sternotomis strandi Breuning, 1935
- Sternotomis variabilis Quedenfeldt, 1881
- Sternotomis virescens (Westwood, 1845)